# 王正譜
王 正譜（おう せいふ、1963年8月 - ）は、中華人民共和国の官僚・政治家。山東省煙台専区煙台市出身。現職は河北省人民政府省長。中国共産党の19大代表、第12期全国人民代表大会代表。

## 経歴
1963年8月、山東省煙台専区煙台市で生まれる。1983年、北京農業大学（現在の中国農業大学）農業経済管理学科に入学した。1987年を卒業。
1987年4月に中国共産党入党。同年7月に中華人民共和国農業部へ入庁した。以後、農村合作経済経営管理総駅合作基金会処長、財務司特別資金処処長、財務司総合処処長、弁公庁巡視員兼副主任、財務司司長を歴任した。
2010年10月、党務に転じて遼寧省に赴任し、遼陽市党委員会副書記兼市長代行に就任した。2014年9月、同市党委員会書記に昇格。2015年10月、遼寧省党委員会組織部副部長に就任。2016年10月、部長に昇格。
2018年8月、四川省党委員会常務委員、組織部部長兼省委党校学長に転任。
2021年1月、中央に移り、中央農村工作領導小組成員兼弁公室副主任、農業農村部党組成員、国家郷村振興局党組書記兼局長に就任。
2021年10月21日、中国共産党中央委員会は王正譜を河北省党委員会副書記兼省長代行に任命した。